# Gubino
Gubino (ros. Губино) – rosyjska wieś (ros. деревня, trb. dieriewnia) w rejonie oriechowo-zujewskim, w obwodzie moskiewskim, ok. 80 km na wschód od Moskwy. Gubino w przeszłości było również nazywane Gubinskaja (Губинская). 
Liczba mieszkańców: 2575 (2010 r.).